# San Prospero
San Prospero is een gemeente in de Italiaanse provincie Modena (regio Emilia-Romagna) en telt 5087 inwoners (31-12-2004). De oppervlakte bedraagt 34,4 km², de bevolkingsdichtheid is 131 inwoners per km².
De volgende frazioni maken deel uit van de gemeente: San Martino sul Secchia, San Lorenzo della Pioppa, San Pietro in Elda, Staggia.

## Demografie
San Prospero telt ongeveer 1994 huishoudens. Het aantal inwoners steeg in de periode 1991-2001 met 10,8% volgens cijfers uit de tienjaarlijkse volkstellingen van ISTAT.
| Jaar | Inwoneraantal |
| ---- | ------------- |
| 1991 | 4013          |
| 2001 | 4448          |

## Geografie
San Prospero grenst aan de volgende gemeenten: Bomporto, Camposanto, Carpi, Cavezzo, Medolla, Soliera.